# 妄想格外劇
『妄想格外劇』（もうそうかくがいげき）は、日本のロックバンド、Dir en greyのライブビデオ集。1998年10月7日発売。

## 解説
Dir en grey初となるライブ・ビデオ。PV集「妄想統覚劇」と同時発売。
1997年の結成ライブ(事実上は1997.06.14の目黒鹿鳴館ライブ)映像から初期インディーズ時代のライブ、メジャーデビューまでの足跡が順々に収録されているライブヒストリー集。
ファンクラブ会員限定販売の「a knot only」ヴァージョンも発売された。

## 収録曲
1. JEALOUS
2. 蒼い月
3. -I'll-
4. 秒「」深
5. GARDEN
6. エンドロール